# 脂肪酸-O-メチルトランスフェラーゼ
脂肪酸-O-メチルトランスフェラーゼ(fatty-acid O-methyltransferase)は、次の化学反応を触媒する酵素である。
S-アデノシル-L-メチオニン + 脂肪酸 {\displaystyle \rightleftharpoons } S-アデノシル-L-ホモシステイン + 脂肪酸メチルエステル
この酵素の基質はS-アデノシル-L-メチオニンと脂肪酸で、生成物はS-アデノシル-L-ホモシステインと脂肪酸メチルエステルである。
この酵素は転移酵素の一つで、特に一炭素基を転移させるメチルトランスフェラーゼである。組織名はS-adenosyl-L-methionine:fatty-acid O-methyltransferaseで、別名にfatty acid methyltransferase、fatty acid O-methyltransferaseがある。